# Стаббс (кіт)
Стаббс — кіт, який беззмінно обіймав посаду почесного мера містечка Талкітни, Аляска, США, з 1997 до власної смерті 2017 року.

## Історія
На виборах мера 1997 року велика кількість жителів були незадоволені кандидатами-політиками, і тому громадяни вирішили обрати на цю посаду дивне безхвосте кошеня, знайдене в коробці на парковці.
Місцева адміністрація відразу ж стала обов'язковим пунктом туристичних маршрутів на Алясці — подивитися, а іноді й погладити градоначальника щорічно приїжджали тисячі людей.
31 серпня 2013 на мера було скоєно напад — голову міської адміністрації покусав пес. Стаббс зазнав серйозних травм, зокрема переломів кісток грудної клітки, розриву легені і рваних ран на боці та стегнах.
Велику частину часу, за словами місцевих жителів, «Стаббс лежить в міському універмазі і розмірковує про свої обов'язки». Кожен день Стаббс пив воду з котячою м'ятою з келиха. Мав акаунт на Facebook, де кожен міг написати котові листа.